# Alexia Vassiliou
Alexia Vassiliou (Grieks: Αλέξια Βασιλείου) (Famagusta, 5 februari 1964) is een Cypriotisch zangeres.

## Biografie
In 1981 nam Vassiliou als onderdeel van de band Island deel aan het Eurovisiesongfestival in de Ierse hoofdstad Dublin. Het was tevens het Cypriotische debuut op het Eurovisiesongfestival. Met het nummer Monika eindigde Island op een verdienstelijke zesde plaats. Zeven jaar later werd Vassiliou door Cyprus Broadcasting Corporation wederom intern aangeduid om haar vaderland te vertegenwoordigen op het Eurovisiesongfestival 1987, dat gehouden werd in de Belgische hoofdstad Brussel, zij het ditmaal als soloartieste. Met het nummer Aspro mavro eindigde ze op de zevende plaats.